# みゆ (小説家)
みゆは、日本のケータイ小説家。5月22日生まれ。石川県出身。双子座、B型。特技は日舞と茶道とお琴。 日本大学芸術学部文芸学科卒。
2010年『通学電車〜君と僕の部屋〜』で小説家デビュー。

## 経歴
2010年にE★エブリスタが開催した、「セブンティーンケータイ小説グランプリ」を『通学電車〜君と僕の部屋〜』が受賞、同年には「怪盗ロワイヤル小説大賞」を『怪盗ロワイヤル〜盗まれた僕のお宝〜』が受賞し、どちらも集英社から書籍化される。特に前者は、『通学シリーズ』となってシリーズ累計140万部を突破し、ベストセラーになり、映画化もされた。2016年には地元である金沢市にて、2016年（平成28年）に第37回金沢市文化活動賞を受賞。翌年2017年（平成29年）にはMROラジオ開局65周年記念番組｢女子かなざわ物語｣のシナリオを担当。ベストセラー、映画化以降も活発に活動をし続けている。

## 作品一覧

### 通学シリーズ
- 通学電車 〜君と僕の部屋〜（2010年7月、コバルト文庫）
  - 通学電車 〜君と僕の部屋〜 みらい文庫版（2017年4月、集英社みらい文庫）
- 通学路 〜君と僕の部屋〜（2011年2月、コバルト文庫）
- 通学時間 〜君は僕の傍にいる〜（2011年4月、ピンキー文庫）
  - 【改題】 通学電車 〜何度でも君を好きになる〜 みらい文庫版（2017年8月、集英社みらい文庫）
- 通学途中 〜君と僕の部屋〜（2011年10月、ピンキー文庫）
  - 【改題】 通学電車 〜ずっとずっと君を好き〜 みらい文庫版（2017年12月、集英社みらい文庫）
- 通学区 〜君は僕の傍にいる〜（2012年5月、ピンキー文庫）
- 通学風景 上 〜君と僕の部屋〜（2012年7月、ピンキー文庫）
- 通学風景 下 〜君と僕の部屋〜（2012年8月、ピンキー文庫）
- 通学記 〜君は僕の傍にいる〜（2012年12月、ピンキー文庫）
- 通学範囲 〜君は僕の傍にいる〜（2013年4月、ピンキー文庫）
- 通学日 〜君と僕の部屋〜（2013年8月、ピンキー文庫）
- 通学証明 〜君と僕の部屋〜（2014年1月、ピンキー文庫）
- 通学距離 〜君と僕の部屋〜 青空編（2014年4月、ピンキー文庫）
- 通学距離 〜君と僕の部屋〜 星空編（2014年5月、ピンキー文庫）
- 通学模様 〜君と僕の部屋〜（2014年8月、ピンキー文庫）
- 通学条件 〜君と僕の部屋〜（2014年12月、ピンキー文庫）
- 通学鞄 〜君と僕の部屋〜（2017年12月、コバルト文庫）

スピンオフ
- 映画『通学電車/通学途中』スピンオフ　そして僕は君をみつける （2015年10月、コバルト文庫）
- 通学シリーズ スピンオフ　つよがりな君のためのホットミルク（2016年4月、コバルト文庫）

その他
- メガロポリス203号室 -記憶の欠片-（2012年4月、ピンキー文庫）
- 君と僕の部屋 〜あの空でまだ君は待っている〜（2015年3月、集英社オレンジ文庫）
- 5分でときめき! 超胸キュンな話（2017年12月、集英社みらい文庫） ※アンソロジー

### 金沢金魚館シリーズ
- 金沢金魚館（2015年11月、集英社オレンジ文庫）
- 金沢金魚館 シュガードーナツと少女歌劇（2016年6月、集英社オレンジ文庫）

### 海色ダイアリーシリーズ
- 海色ダイアリー 〜おとなりさんは、五つ子アイドル!?〜（2020年3月、集英社みらい文庫）
- 海色ダイアリー 〜五つ子アイドルと、はじめての家出!?〜（2020年7月、集英社みらい文庫）
- 海色ダイアリー 〜五つ子アイドルのひみつの誕生日!?〜（2020年11月、集英社みらい文庫）
- 海色ダイアリー 〜五つ子アイドルの涙の運動会!?〜（2021年3月、集英社みらい文庫）
- 海色ダイアリー 〜五つ子アイドルとせつない夏祭り〜（2021年7月、集英社みらい文庫）
- 海色ダイアリー 〜五つ子アイドルと謎の美少女〜（2021年11月、集英社みらい文庫）
- 海色ダイアリー 〜五つ子アイドルもドキドキ!? 結亜のモデルオーディション!〜（2022年3月、集英社みらい文庫）
- 海色ダイアリー 〜五つ子アイドルが大ゲンカ!? 二葉の初恋〜（2022年7月、集英社みらい文庫）
- 海色ダイアリー 〜五つ子アイドルと五河の夢〜（2022年12月、集英社みらい文庫）
- 海色ダイアリー 〜五つ子アイドルもワクワク! 結亜と四季のファッションショー〜（2023年4月、集英社みらい文庫）
- 海色ダイアリー 〜五つ子アイドルと真夜中の歌い手〜（2023年9月、集英社みらい文庫）
- 海色ダイアリー 〜五つ子アイドルと告白の行方! 一星の舞台デビュー〜（2024年3月、集英社みらい文庫）
- 海色ダイアリー 〜五つ子アイドルとバレンタイン 二葉の特別なチョコレート〜（2024年7月、集英社みらい文庫）
- 海色ダイアリー ～五つ子アイドルのホワイトデー 五河と海の水晶～（2024年11月、集英社みらい文庫）

### シリーズ以外
- 怪盗ロワイヤル〜盗まれた僕のお宝〜（2011年2月、集英社単行本）
- JKアリス（2013年、Cobalt (雑誌) 7月号・11月号）※未単行本化
- 片思いドロップ缶（2015年1月、ピンキー文庫）
- 流れ星のように君は（2019年5月、集英社みらい文庫）
- 幽霊探偵アオノハル[7]（2019年7月 - 2020年4月、TanZak（チャットノベルアプリ））※未単行本化
- 求愛されるにはワケがある!? ナゾの四兄弟と薬指の約束（2024年2月、PHPジュニアノベル）

## メディアミックス

### 漫画
- 通学電車 〜君と僕の部屋〜（作画：月島珊瑚、2010年7月、マーガレットコミックス）
- 通学路 〜君と僕の部屋〜（作画：長谷瑠依、2011年12月、マーガレットコミックス）
- comic&stories 通学時間 〜君は僕の傍にいる〜 全2巻（漫画：月島珊瑚、2014年7月 - 2014年9月、ピンキー文庫）※『通学時間』の書きおろし小説も併録
- 海色ダイアリー おとなりさんは、五つ子アイドル!?（作画：姫川恵梨、2022年12月、りぼんマスコットコミックス）

### 映画
- 通学シリーズ 通学電車（2015年11月7日公開、監督：川野浩司、主演：千葉雄大・松井愛莉）
- 通学シリーズ 通学途中（2015年11月21日公開、監督：川野浩司、主演：中川大志・森川葵）